# Xerorchis
Xerorchis ist eine Gattung aus der Familie der Orchideen (Orchidaceae). Mit zwei Arten besiedelt sie das tropische Südamerika.

## Beschreibung
Die terrestrisch wachsenden Pflanzen werden 45 bis 55 cm hoch. Das Rhizom ist sehr kurz, aufsteigend und drahtig. Die Wurzeln sind länglich, dünn, biegsam und behaart, sie besitzen kein Velamen radicum. Der Spross ist schlank, kantig, steif, einfach oder verzweigt, zuerst mit einigen Niederblättern besetzt, die ununterscheidbar graduell in Laubblätter übergehen. Die Blätter sind zweizeilig angeordnet, die Sprossachse ist im oberen, beblätterten Bereich zickzackförmig. Die Blätter sind linealisch, lanzettlich oder schmal-oval, vorne enden sie spitz. Nach oben hin werden die Blätter kleiner, im endständigen Blütenstand sind die Tragblätter den Laubblättern gleich.
Der Blütenstand enthält einige bis viele Blüten, diese sind eher klein, hellgrün, gelbgrün oder cremefarben, sie öffnen sich nicht weit. Der Fruchtknoten ist leicht keulenförmig, mit schlankem Blütenstiel. Die Blütenblätter sind nicht miteinander verwachsen. Die Sepalen sind lanzettlich oder zungenförmig, sie enden spitz, innen sind sie unbehaart, außen ein wenig behaart. Die seitliche Sepalen sind leicht schief. Die Petalen gleichen den Sepalen. Die Lippe besitzt eine keilförmige Basis, in der Mitte befinden sich mehrere undeutliche Leisten, vorne ist die Lippe ganzrandig oder leicht dreilappig, oft mit gewelltem Rand. Die Säule ist schlank, im Querschnitt halbkreisförmig, auf der Unterseite behaart, mit zwei Anhängseln unterhalb der Narbe. Die Narbe ist bohnenförmig. Das Staubblatt ist bohnenförmig bis kapuzenförmig, vorne stumpf, oben mit einer knopfartigen Erhebung. Es enthält acht Pollinien in zwei Kammern, diese sind umgekehrt eiförmig bis birnenförmig, seitlich zusammengedrückt, je vier zusammenhängend. Die Pollinien hängen an einer rundlichen Klebscheibe (Viscidium). Das Trenngewebe zwischen Staubblatt und Narbe (Rostellum) ist kurz und breit, es endet zweizähnig.

## Verbreitung

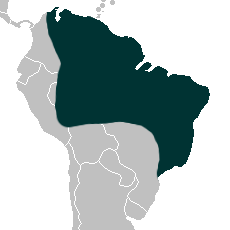
Verbreitung der Gattung Xerorchis

Die beiden Arten der Gattung Xerorchis sind im tropischen Südamerika verbreitet. Sie kommen von Meereshöhe bis 700 Meter Höhe vor. Sie wachsen im Schatten feuchter Wälder und wurzeln in der Humusschicht.

## Systematik und botanische Geschichte
Die Gattung Xerorchis wurde von Rudolf Schlechter 1912 aufgestellt. Der Name setzt sich aus den griechischen Wörtern ξηρός xeros, „trocken“, und ὄρχις orchis, „Hoden“ (hier: „Orchidee“), zusammen. Schlechter war nur die Art Xerorchis amazonica bekannt, er schreibt zur Erklärung des Gattungsnamens: „Die ganze Pflanze macht den Eindruck eines Xerophyten“. Die zweite Art, Xerorchis trichorhiza, wurde 1928 von Friedrich Wilhelm Ludwig Kraenzlin als Epidendrum beschrieben und 1956 von Leslie A. Garay zur Gattung Xerorchis gestellt.
Schlechter vermutete eine Verwandtschaft der Gattung Xerorchis mit Elleanthus. Noch 1981 ordnete Robert Dressler sie ebenfalls in diese Verwandtschaft ein, erklärte aber später, dass eine sichere Zuordnung von Xerorchis nicht möglich sei. Dariusz Szlachetko stellte 1995 eine eigene Subtribus Xerorchidinae auf, die nur die Gattung Xerorchis enthielt; er ordnete sie in eine Tribus Elleantheae, also wieder in die Verwandtschaft von Elleanthus, ein. Mark W. Chase veröffentlichte 2003 eine Systematik der Orchideen, in der Xerorchis in der Tribus Nervilieae steht. Phillip Cribb errichtete 2005 eine eigene Tribus, Xerorchideae, mit der einzigen Gattung Xerorchis, um die isolierte Stellung der Gattung zu betonen. Eine molekulargenetische Untersuchung zeigte, dass Xerorchis tatsächlich mit den Nervilieae verwandt sein könnte, als nächst verwandte Gattungen wurden Diceratostele und Didymoplexis ermittelt.
Die Arten sind:
- Xerorchis amazonica Schltr.: Sie kommt im tropischen Südamerika vor.[4]
- Xerorchis trichorhiza (Kraenzl.) Garay: Sie kommt im tropischen Südamerika vor.[4]